# 穆蒂·拉赫曼·尼扎米
穆蒂·拉赫曼·尼扎米（1943年3月31日—2016年5月11日）是孟加拉國的政治人物，伊斯蘭大會黨前領導人。他於1991年－1996年及2001年－2006年期間擔任該國國會議員。曾任農業部長、工業部長。

## 早年
1967年，尼扎米於達卡大學畢業。

## 審訊
2014年10月29日，尼扎米被孟加拉國法院裁定在1971年孟加拉国解放战争犯有戰爭罪行，被判處死刑。他被認為是當時民兵團體Al-Badr的總指揮官。
2016年5月5日，孟加拉國最高法院維持對尼扎米的死刑判決。2016年5月11日被執行絞刑。